# Zhořec
Zhořec é uma comuna checa localizada na região de Vysočina, distrito de Pelhřimov.